# Folsom (Nuevo México)
Folsom es una villa ubicada en el condado de Unión en el estado estadounidense de Nuevo México. En el Censo de 2010 tenía una población de 56 habitantes y una densidad poblacional de 40,95 personas por km².

## Geografía
Folsom se encuentra ubicada en las coordenadas 36°50′54″N 103°55′7″O / 36.84833, -103.91861. Según la Oficina del Censo de los Estados Unidos, Folsom tiene una superficie total de 1,37 km², de la cual 1,37 km² corresponden a tierra firme y (0%) 0 km² es agua.

## Demografía
Según el censo de 2010, había 56 personas residiendo en Folsom. La densidad de población era de 40,95 hab./km². De los 56 habitantes, Folsom estaba compuesto por el 89,29% blancos, el 0% eran afroamericanos, el 0% eran amerindios, el 0% eran asiáticos, el 0% eran isleños del Pacífico, el 8,93% eran de otras razas y el 1,79% pertenecían a dos o más razas. Del total de la población el 14,29% eran hispanos o latinos de cualquier raza.

## Localidades próximas
El diagrama siguiente representa las localidades en un radio de 48 km alrededor de Folsom. 